# Любославский, Антон Андреевич
Анто́н Андре́евич Любосла́вский (род. 26 июня 1984, Иркутск) — российский легкоатлет, специалист по толканию ядра. Выступал за сборную России по лёгкой атлетике в 2000-х годах, бронзовый призёр Универсиады в Измире, чемпион Европы среди молодёжи, многократный победитель и призёр первенств национального значения, участник летних Олимпийских игр в Пекине. Представлял Иркутскую область и физкультурно-спортивное общество «Динамо». Мастер спорта России международного класса. Тренер, спортивный функционер.

## Биография
Антон Любославский родился 26 июня 1984 года в Иркутске.
Занимался лёгкой атлетикой под руководством Юрия Николаевича и Лидии Николаевны Рыбиных. Выступал за всероссийское физкультурно-спортивное общество «Динамо». В 2006 году окончил иркутский филиал Российского государственного университета физической культуры, спорта, молодёжи и туризма.
Дебютировал на международном уровне в сезоне 2002 года, когда вошёл в состав российской национальной сборной и выступил в толкании ядра на юниорском мировом первенстве в Кингстоне.
В 2003 году побывал на юниорском европейском первенстве в Тампере, откуда привёз награду серебряного достоинства, выигранную в толкании ядра — уступил здесь только шведу Магнусу Лохсе.
В 2004 году взял бронзу на зимнем чемпионате России в Москве.
В 2005 году одержал победу на молодёжном европейском первенстве в Эрфурте, выступил на взрослом чемпионате мира в Хельсинки, выиграл бронзовую медаль на Универсиаде в Измире.
На зимнем чемпионате России 2006 года в Москве превзошёл всех соперников в толкании ядра и завоевал золотую медаль, установив при этом молодёжный рекорд страны — 20,75 метра. На последовавшем чемпионате мира в помещении в Москве занял седьмое место. Также в этом сезоне получил бронзовую награду на летнем чемпионате России в Туле и стал девятым на чемпионате Европы в Гётеборге.
В 2007 году был лучшим на зимнем чемпионате России в Волгограде, стартовал на чемпионате Европы в помещении в Бирмингеме. Позже выиграл летний чемпионат России в Туле, участвовал в чемпионате мира в Осаке.
На чемпионате России 2008 года в Казани стал третьим, тем самым удостоился права защищать честь страны на летних Олимпийских играх в Пекине — на предварительном квалификационном этапе толкнул ядро на 19,87 метра и в финал не вышел.
После пекинской Олимпиады Любославский ещё достаточно долго оставался действующим спортсменом и продолжал принимать участие в различных соревнованиях, как всероссийских, так и международных. В частности, в 2009 году он стал серебряным призёром на зимнем чемпионате России в Москве, показал четвёртый результат на чемпионате Европы в помещении в Турине, взял бронзу на летнем чемпионате России в Чебоксарах.
В мае 2012 года на соревнованиях в Иркутске установил свой личный рекорд в толкании ядра — 20,78 метра. Был заявлен на чемпионат Европы в Хельсинки, но в итоге на старт здесь не вышел.
За выдающиеся спортивные достижения удостоен почётного звания «Мастер спорта России международного класса».
Впоследствии работал на отделении лёгкой атлетики Спортивной школы олимпийского резерва «Олимпиец» в Иркутске, как тренер занимался подготовкой спортсменов с поражением опорно-двигательного аппарата. Президент Федерации бобслея Иркутской области.
В 2017 году от партии КПРФ баллотировался на выборах депутатов Думы Молодежного муниципального образования, но не был избран.